# 第百十号哨戒特務艇
第百十号哨戒特務艇（だいひゃくじゅうごうしょうかいとくむてい）は、日本海軍の未成特務艇（哨戒特務艇）。第一号型哨戒特務艇の46番艇。艤装中に被爆し沈没した。

## 艇歴
マル戦計画の特務艇、第2121号艦型の110番艇、仮称艦名第2230号艦として計画。1944年11月5日、第百十号哨戒特務艇と命名されて第一号型哨戒特務艇の43番艇に定められ、本籍を呉鎮守府と仮定。1945年4月26日、西井造船所で進水。5月30日、船体概成により西井造船所から横須賀海軍工廠へ引き渡し。
兵装艤装中の7月18日、横須賀空襲に遭遇して被爆し沈没した。